# Pelsartia humeralis
Pelsartia humeralis is een straalvinnige vissensoort uit de familie van tijgerbaarzen (Terapontidae). De wetenschappelijke naam van de soort is voor het eerst geldig gepubliceerd in 1899 door Ogilby.